# Descente aux flambeaux

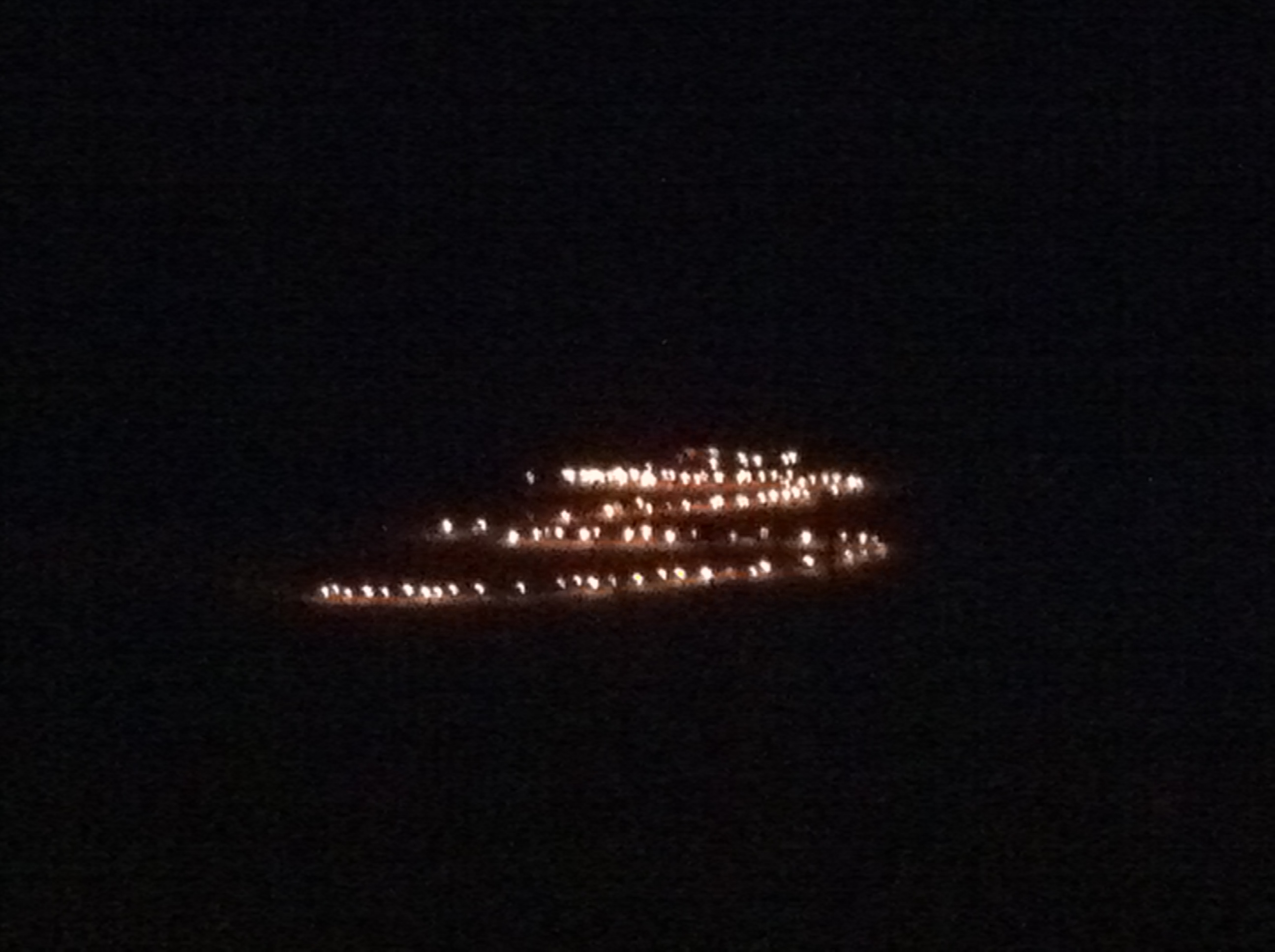
Vue d'une descente aux flambeaux.

La descente aux flambeaux est une animation tertiaire dans les stations de ski. Elle est traditionnellement organisée par l’école de ski de la station.
L'activité consiste à descendre une piste de ski en groupe, de nuit, muni de flambeaux. 
Parfois et plus rarement elle peut être faite à l'occasion d'un deuil en l'honneur d'un membre ou d'un skieur proche de la station.